# FFN Golden Tour
Le FFN Golden Tour, créé en 2013, est un circuit français de meetings de natation sportive. Ce circuit s’appelait les Golden Lanes jusqu'en 2014. 

## Historique
En septembre 2012, les organisateurs des meetings de Sarcelles, de Nice et d'Amiens décident de s’associer pour créer les « Golden Lanes » à partir de 2013.

## Éditions
| Meeting / Année     | 2013 | 2014 | 2015 | 2016 | 2017 | 2018 | 2019 | 2020 | 2021 | 2022 |
| ------------------- | ---- | ---- | ---- | ---- | ---- | ---- | ---- | ---- | ---- | ---- |
| Amiens              | ✔️   | ✔️   | ✔️   | ✔️   | ✔️   |      |      |      |      |      |
| Marseille (détails) | x    | x    | x    | x    | x    | x    | x    |      | x    | x    |
| Nancy               |      |      | ✔️   |      |      |      |      |      |      |      |
| Nice                | ✔️   | ✔️   | ✔️   | ✔️   | ✔️   | ✔️   | ✔️   | ✔️   | ✔️   | ✔️   |
| Sarcelles           | ✔️   |      |      |      |      | ✔️   |      |      |      |      |